# Mehdi Marzouki
Mehdi Marzouki (Noisy-le-Sec, 26 de maio de 1987) é um jogador de polo aquático francês.

## Carreira
Marzouki integrou a Seleção Francesa de Polo Aquático que ficou em décimo primeiro lugar nos Jogos Olímpicos de 2016.